# 鐮子坑口後山腳福德祠
24°13′52″N 120°43′46″E / 24.231101°N 120.729531°E
鐮子坑口後山腳福德祠，是位於臺灣臺中市豐原區鐮村里的土地祠，具有臺灣少見巴洛克建築的拜亭。

## 歷史沿革
豐原鐮子坑口有若鐮刀形狀的溪流環抱著平地，先民在其重要地理位置建土地公廟求保平安。由於當地西有旱溪，東有金崠山，北有烏牛欄溪，南與新田里相接，適合種植稻作，先民在習俗都會在水田邊蓋土地祠，最後因時代變遷，眾多小廟送神後拆除，留下大廟。
台灣日治時期1930年代，鐮村里民常與豐原街仕紳交流，受皇民化運動、經濟蓬勃影響，村民遂建造融合歐風或日式風格的土地祠。如當地的金陵祠、金古祠、後山腳福德祠，皆是在該年代建物。台望山文化工作室負責人白棟樑曾說台中有不少頗具特色的福德祠，早年就有客家人以土地公當作開發領域的界線，便以這三座土地祠為例。

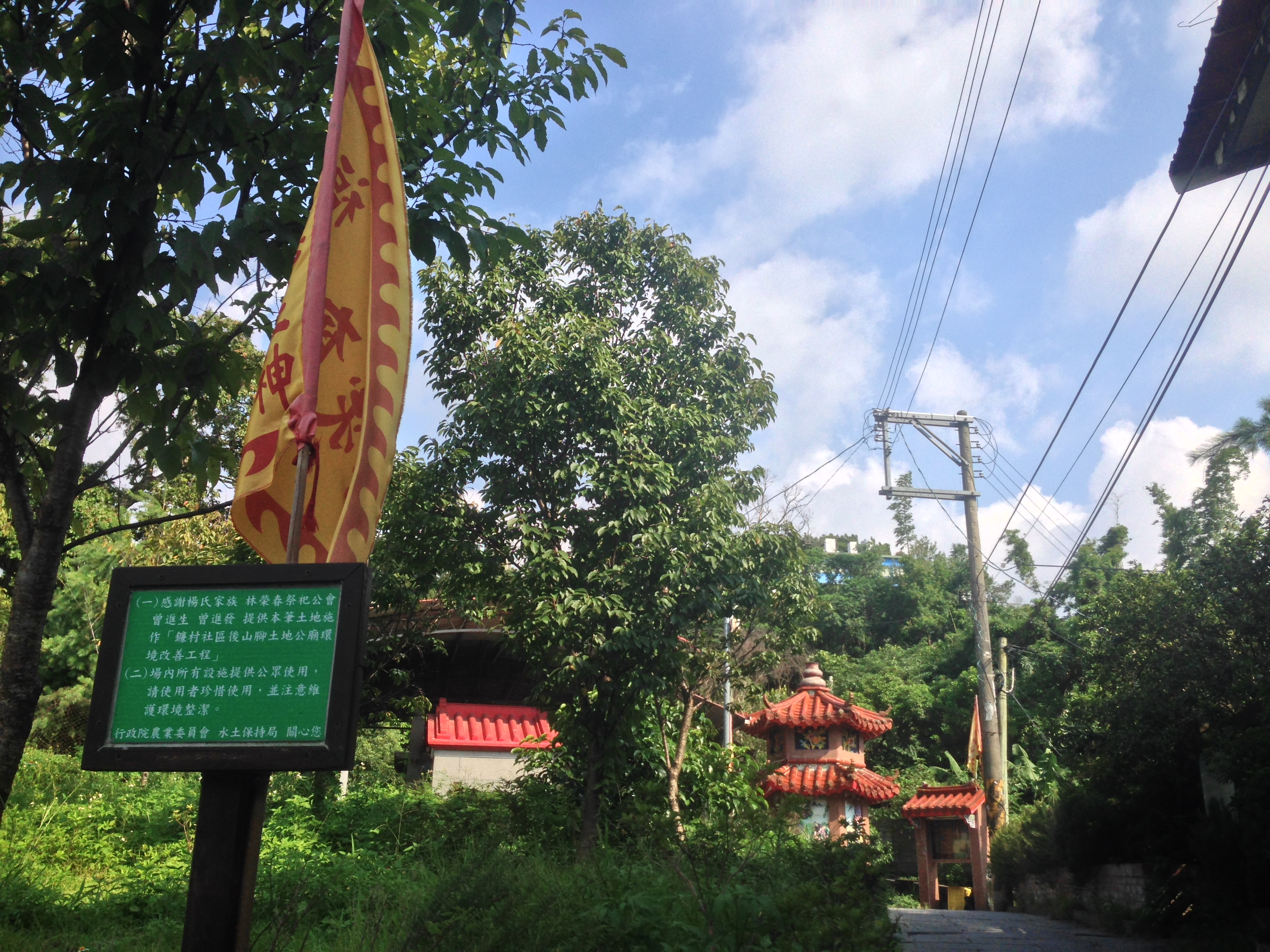
入口處有農委會感謝楊姓家族、林榮春祭祀公會、曾進生、曾進發提供土地作環境改善工程的說明牌。

1932年，林祚漢、林壬癸、林慶財等為發起人捐獻土地，重修後山腳福德祠。廟址今在鐮村路107巷102弄176號附近，當地的風水稱為「象鼻脈」。建築立面採用罕見的巴洛特風格，正殿為閩南厝身卻不用剪黏，廟後為客家文化建築的化胎。2010年再次修建。鐮村社區發展協會導覽解說員林格充解說，後方保留以石頭堆成小丘的化胎，象徵信徒走過能順利求子；鐮村里長林隆源表示，化胎顯現出本庄原是客家移民，此廟也是早期最重要的信仰中心。

## 重修碑文
| “ | 嘗聞張以成家、涂乃成莊，知人聚族而居者，未有不祀福神為莊之主也。彼曼荒之野，尊其號者稱伯公；而作息之流，誠其心者為弟子，此我鐮子坑口之福祠所由起也。原夫草昧初開，戶數風聞希少，後也花朝賽會、人烟日見增多；但未知創在何時，迄於今約有百餘歲矣。故祠登象鼻脉秀而形真，人荷豚蹄，吹豳而飲蜡，鳩金也，而鴻造之，循舊趾面新居，易卑微為宏敞，相思可等松柏，坐向盡收山水。拙等忝為發起人，願從茲神安人樂、物阜民康也。今當落成，謹撰短篇，勒石略記其事。 昭和壬申年季秋，南村張升三撰書。 | ” |

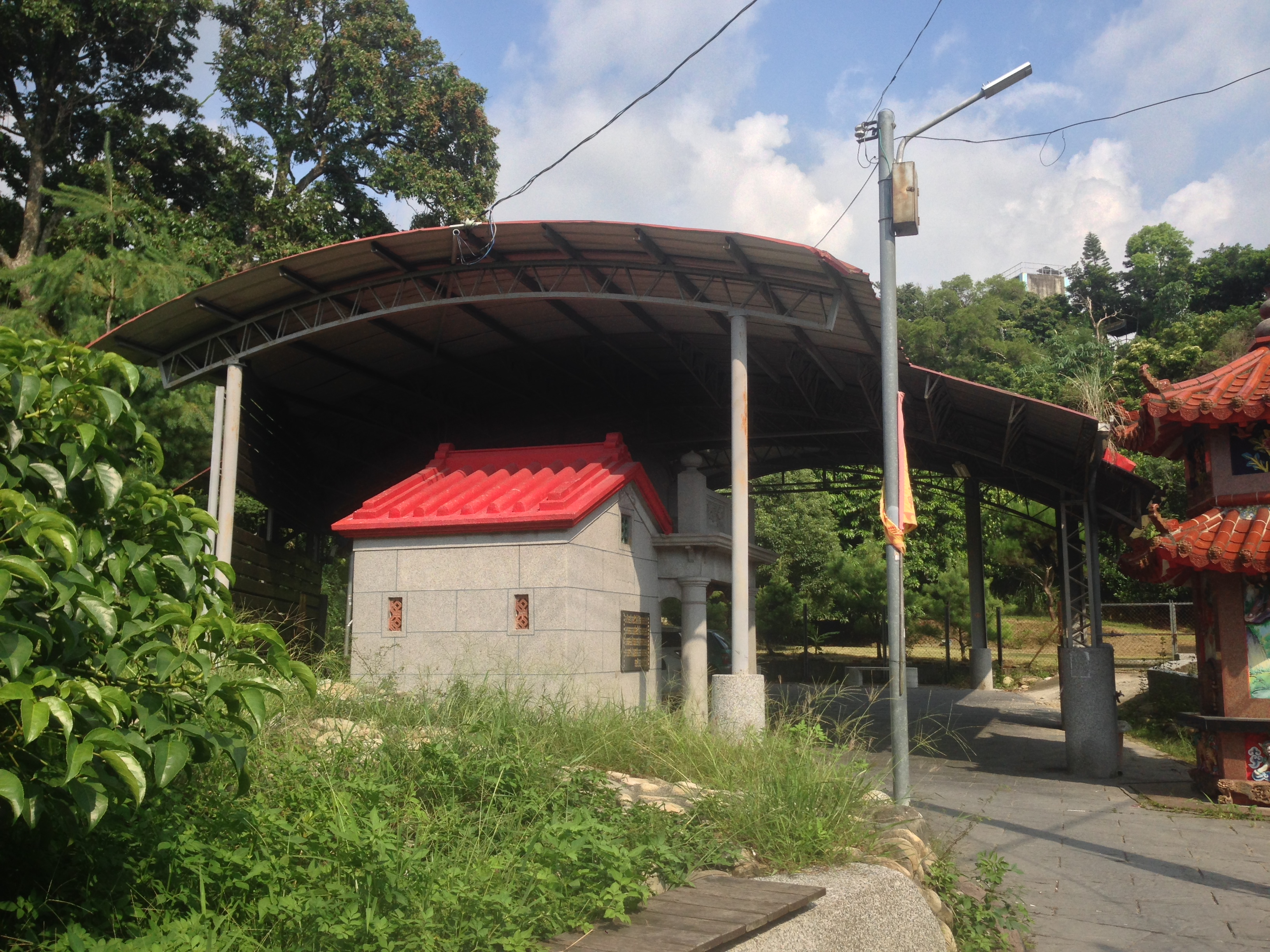
化胎
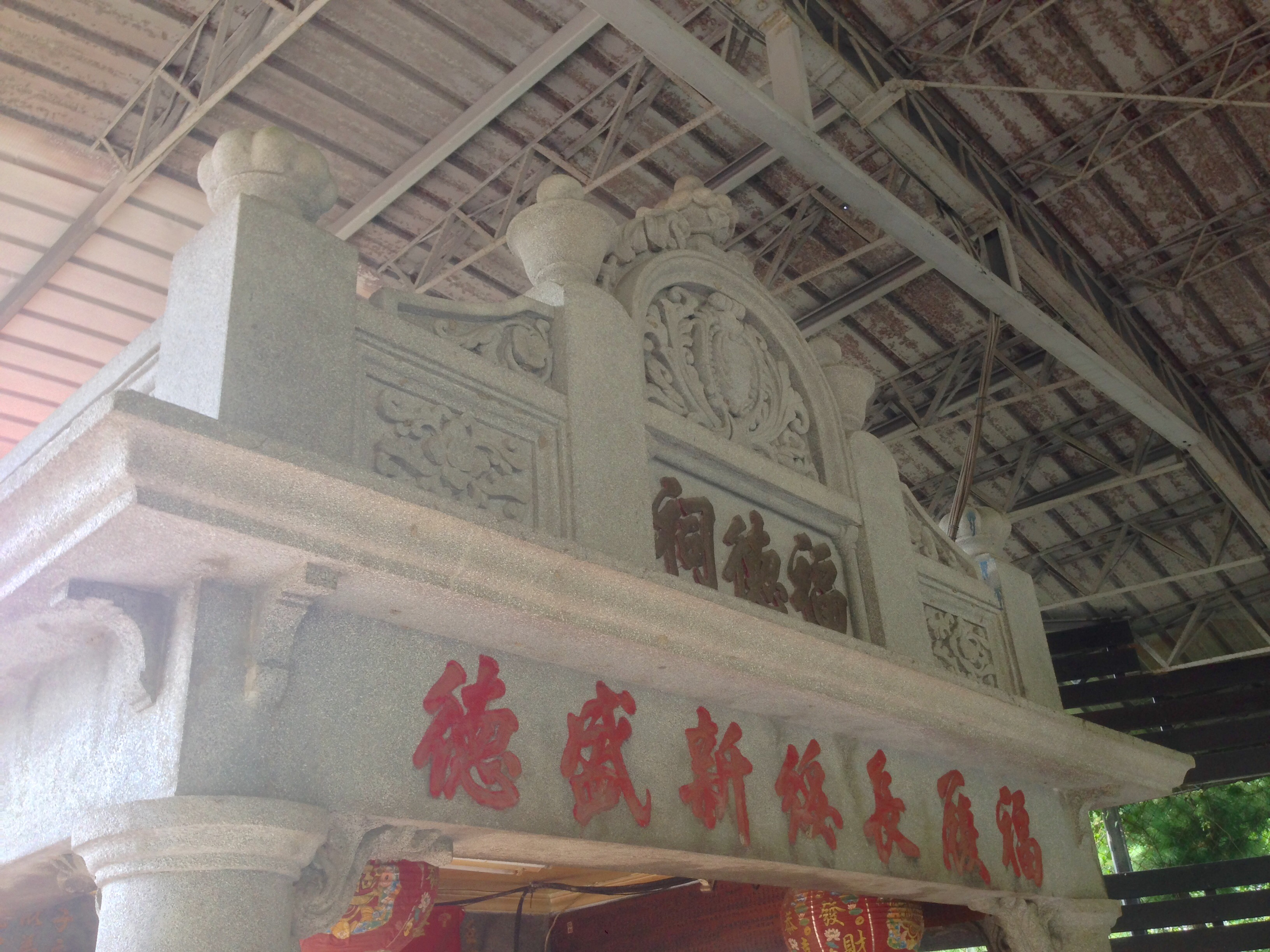
具有巴洛特風格的拜亭。
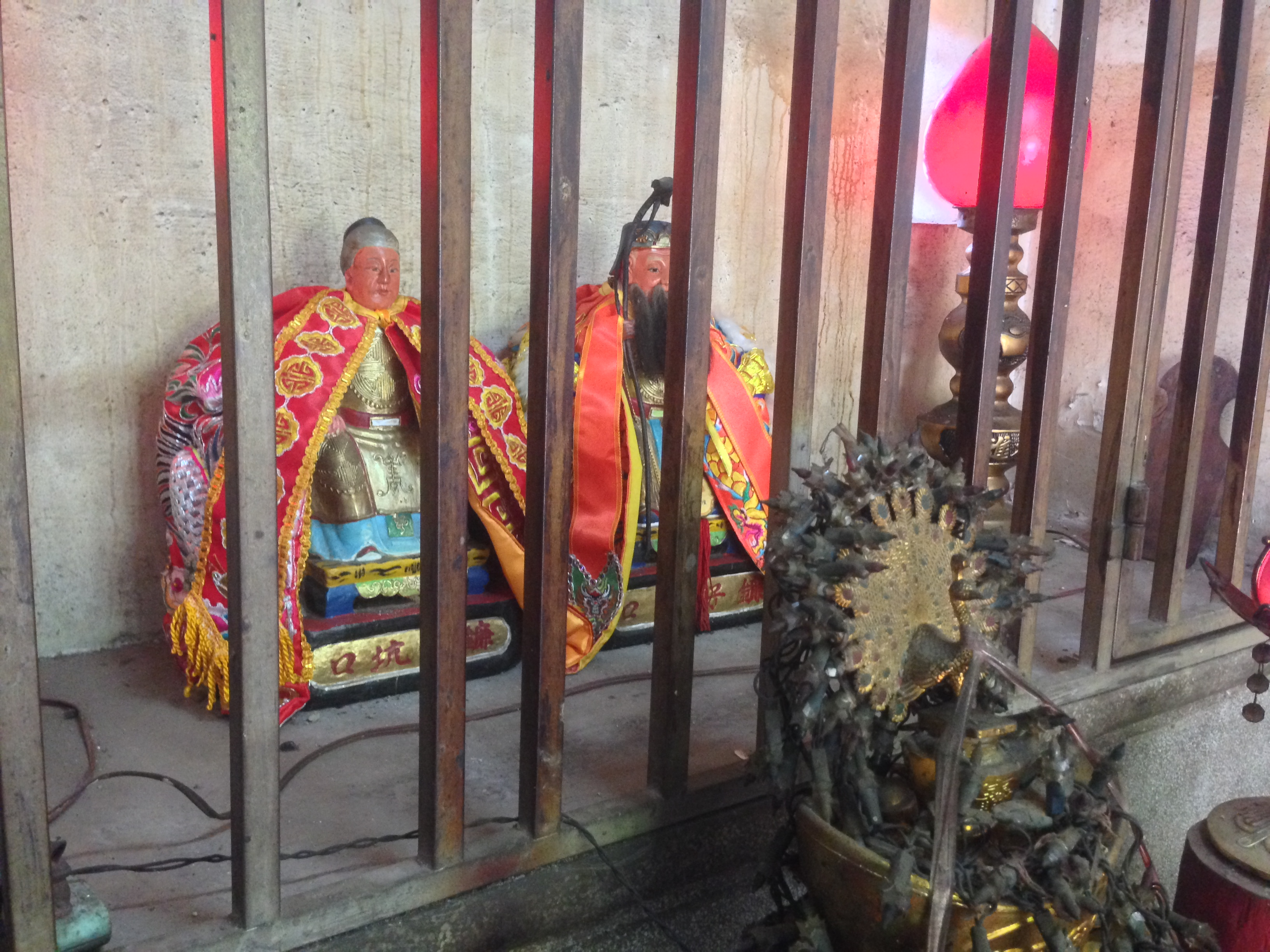
廟內神像供奉土地公、抱子造型的土地婆[3]。
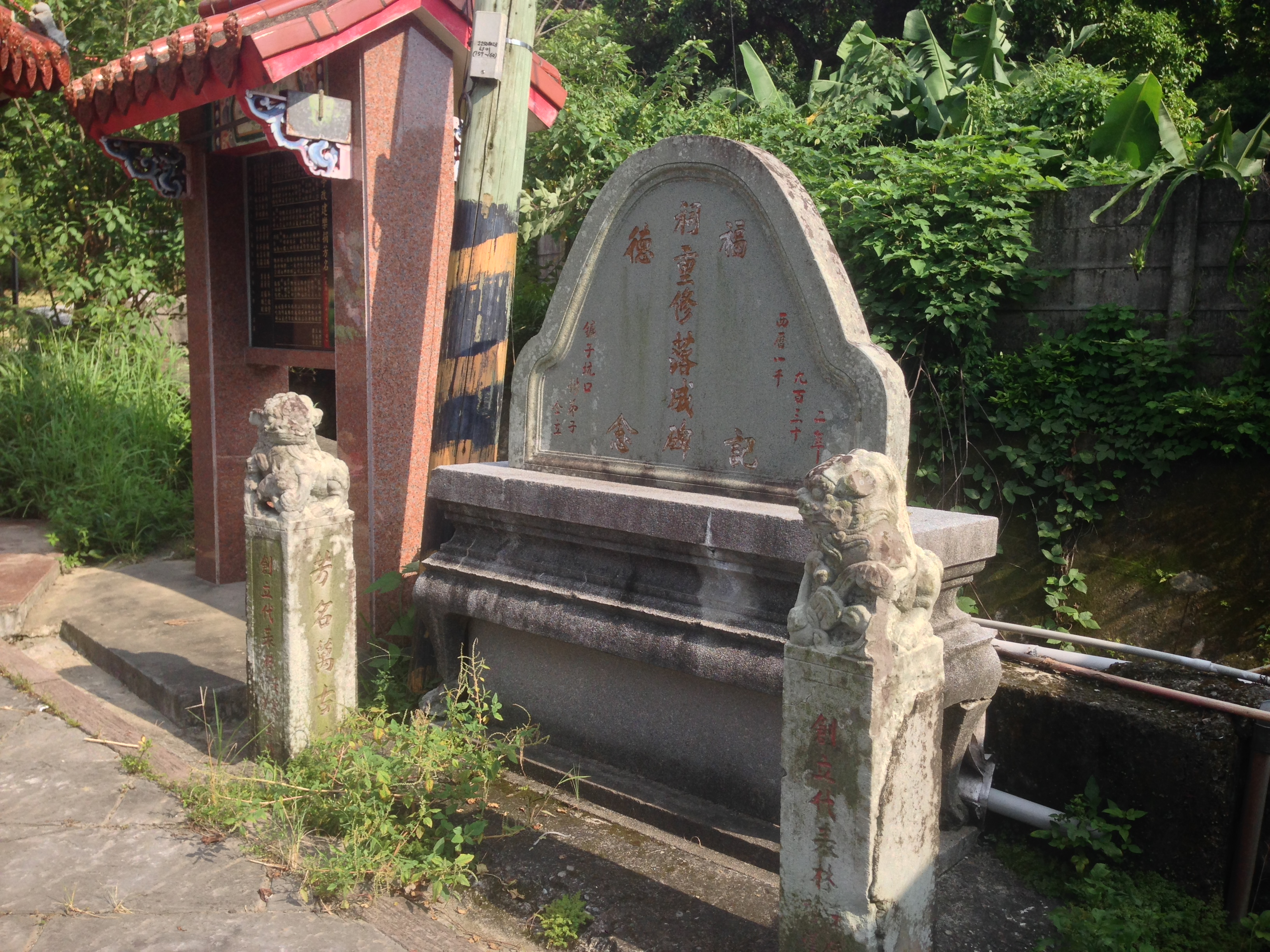
碑記正面